# Аліреза Джаганбахш
Аліреза Джаганбахш (перс. علیرضا جهانبخش, нар. 8 жовтня 1993, Казвін) — іранський футболіст, півзахисник нідерландського клубу «Геренвен» та національної збірної Ірану.

## Клубна кар'єра
З 2008 року перебував в академії клубу «Дамаш». 2010 року розпочав виступи на дорослому рівні у фарм-клубі свого рідного клуба «Дамаш Тегеран», що грав у третьому за рівнем дивізіоні країни. 2011 року повернувся в «Дамаш», в якому провів два сезони, взявши участь у 42 матчах чемпіонату. Більшість часу, проведеного у складі «Дамаша», був основним гравцем команди. У той час він був наймолодшим гравцем основної команди.
26 травня 2013 року Джаханбахш досяг усної домовленості з нідерландським «Неймегеном» на 3 роки. Успішно пройшовши медичне обстеження, Аліреза офіційно вступив у клуб 1 липня 2013 року і дебютував у матчі проти «Валвейка». Свій перший гол він забив у матчі Кубку Нідерландів 2013/14. В останній день сезону 2013/14 забив два голи у ворота амстердамського «Аякса», що дозволило НЕКу потрапити в плей-оф за вибування замість прямого вильоту. Аліреза був визнаний талантом сезону 2013/14 в Ередивізі. Втім в підсумку команда все ж вилетіла і наступний сезон іранець провів у другому дивізіоні, допомігши команді зайняти перше місце та повернутись в еліту. Наприкінці сезону Джаханбахш був обраний вболівальниками як найкращий гравець клубу у сезоні. 12 травня 2015 року Аліреза також був названий найкращим футболістом Еерстедивізі у сезоні 2014/15 років, маючи дванадцять голів і вісімнадцять асистів у чемпіонаті.
3 серпня 2015 року Джаханбахш підписав п'ятирічний контракт з АЗ. У сезоні 2017/18 з 21 голом та 12 асистами Джаганбахш став найкращим бомбардиром чемпіонату.
В липні 2018 року приєднався до складу англійського «Брайтона», підписавши з клубом 5-річний контракт.
17 липня 2021 року приєднався до складу «Феєнорда», підписавши контракт на 3+1 роки.
В листопаді 2024 року Джаганбахш як вільний агент по однорічному контракту приєднався до клубу Ередивізі «Геренвен».

## Виступи за збірні
2010 року дебютував у складі юнацької збірної Ірану, взяв участь у 17 іграх на юнацькому рівні, відзначившись 11 забитими голами. 2012 року виграв з командою Юнацький чемпіонат АФФ, а також взяв участь у Юнацькому кубку Азії, на якому забив у матчах проти Об'єднаних Арабських Еміратів та Південної Кореї, і дійшов з командою до чвертьфіналу.

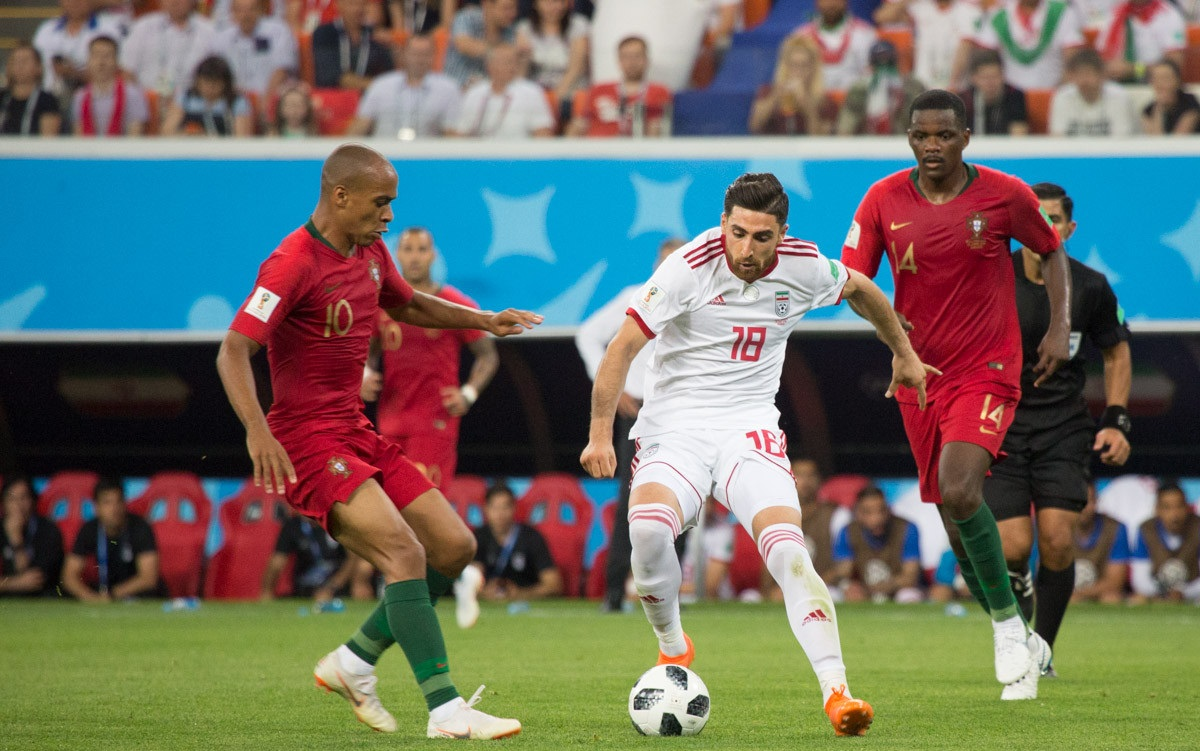
Аліреза Джаганбахш на чемпіонаті світу 2018 року проти португальців.

З 2011 року залучався до складу молодіжної збірної Ірану. У березні 2015 року став капітаном збірної до 23 років, якій допоміг кваліфікуватись на Молодіжний чемпіонат Азії 2016 року. Втім оскільки чемпіонат сам турнір був проведений не під час Міжнародного календаря матчів ФІФА, Джаганбахш не був відпущений своїм клубом АЗ і на турнір не потрапив. Всього на молодіжному рівні зіграв у 6 офіційних матчах.
5 жовтня 2013 року дебютував в офіційних матчах у складі національної збірної Ірану, вийшовши на заміну на 82-й хвилині в матчі кваліфікації на Кубок Азії 2015 року проти збірної Таїланду менеджером Карлуш Кейрошем. Свій перший гол за збірну, Аліреза забив 15 листопада того ж року у ворота Таїланду (3-0). 
1 червня 2014 року він був включений в список 23 гравців збірної на чемпіонаті світу 2014 року, де у всіх трьох матчах групового етапу він виходив на заміну, зігравши в цілому 44 хвилини.
Згодом у складі збірної був учасником кубка Азії з футболу 2015 року в Австралії та чемпіонату світу 2018 року у Росії.
Наразі провів у формі головної команди країни 53 матчі, забивши 8 голів.

## Титули і досягнення
- Чемпіон Нідерландів (1):

«Феєнорд»: 2022-23
- Володар Кубка Нідерландів (1):

«Феєнорд»: 2023–24
- Найкращий бомбардир чемпіонату Нідерландів (1):

АЗ: 2017/18 (21 гол)